# You Don't Have to Say You Love Me
Singles de Dusty Springfield
Little by Little
(1966) Goin' Back
(1966)
You Don't Have to Say You Love Me est l'adaptation anglaise, par Vicki Wickham et Simon Napier-Bell, de la chanson italienne Io che non vivo (senza te) ecrite par Vito Pallavicini et composée par Pino Donaggio.
La version originale italienne a été présentée à la 15e édition du festival de Sanremo (1965) par Pino Donaggio et Jody Miller.
Reprise en anglais par Dusty Springfield en 1966, la chanson atteint la 1re place du classement des singles du Royaume-Uni et la 4e place du Hot 100 de Billboard aux États-Unis.
La version anglaise a été reprise par de nombreux artistes, parmi lesquels Elvis Presley (n° 11 aux États-Unis et n° 9 au Royaume-Uni en 1970—1971), Guys 'n' Dolls (n° 5 au Royaume-Uni en 1976) et Denise Welch (n° 23 au Royaume-Uni en 1995).
La chanson a également été reprise en français par Richard Anthony sous le titre de Jamais je ne vivrai sans toi (en 1966).